# 高畑山分屯基地
高畑山分屯基地（たかはたやまぶんとんきち、JASDF Takahatayama Sub Base）是日本航空自衛隊春日基地的分屯基地，位于宮崎縣串間市大字本城4，地處標高518m的高畑山山頂部附近。駐有第13警戒群。
分屯基地司令由第13警戒群司令兼任。

## 部署部隊
- 第13警戒群